# Грегоретти, Уго
Уго Грегоретти (итал. Ugo Gregoretti; 28 сентября 1930, Рим — 5 июля 2019, там же) — итальянский режиссёр, сценарист и актёр.

## Биография
Начал работать в  RAI в 1953 году как режиссёр и автор программ. Первый кинофильм снял в 1962 году.
Участвовал в театральных постановках (автором и режиссёром), был руководителем театра «Teatro Stabile» в  Турине с 1985 по 1989 год.

## Избранная фильмография
- 1963 — РоГоПаГ
- 1963 — Омикрон (Omicron)
- 1964 — Самые прекрасные мошенничества в мире
- 1964 — Славная семейка
- 1969 — Любовь моя, помоги мне
- 1979 — Терраса (актёр)
- 1988 — Это случится завтра